# Теракт в Анкаре (2015)
Террористический акт в Анкаре в 2015 году — серия из двух взрывов, прогремевших в столице Турции городе Анкаре в 10:05 утра 10 октября 2015 года. По предварительным данным, бомбы привели в действие террористы-смертники, в результате чего по официальным данным погибло 102 человека, ранено — 246 человек.
Взрывы прогремели с интервалом в несколько секунд около центрального железнодорожного вокзала, где с утра собирались участники согласованного с властями профсоюзного антивоенного митинга в поддержку прекращения турецко-курдского конфликта. Демонстрация была организована двумя главными оппозиционными профсоюзными центрами (Конфедерацией революционных профсоюзов Турции DISK и Конфедерацией профсоюзов государственных служащих KESK), национальной Палатой архитекторов и инженеров (TMMOB), Ассоциацией медиков и Июньским движением, основанным на волне протестов в защиту стамбульского парка Гези, и поддерживалась левыми силами, включая прокурдскую Демократическую партию народов.
На 2016 год это самый крупный по количеству жертв теракт в истории Турции.
Предполагается, что его совершили члены ИГ.

## Реакция
Президент Турции Реджеп Тайип Эрдоган отменил планировавшийся визит в Туркмению и осудил теракт, заявив, что виновники произошедшего в скором времени будут найдены и наказаны. Премьер-министр страны Ахмет Давутоглу объявил в стране трёхдневный национальный траур по погибшим в теракте, также он заявил, что в совершении теракта подозревают ИГ, РПК и левых радикалов.
Выразили соболезнования турецкому народу и осудили теракт главы и представители ряда государств и международных организаций, в том числе президент России Владимир Путин, президент США Барак Обама, Президент Франции Франсуа Олланд, генеральный секретарь ООН Пан Ги Мун, председатель ОБСЕ глава МИД Сербии Ивица Дачич.